# Ballada o królu Piecuchu
Ballada o królu Piecuchu − polski film animowany dla dzieci z roku 1977 w reżyserii Haliny Filek i z jej scenariuszem na podstawie wiersza Wiery Badalskiej.
Jest to barwny film skierowany do najmłodszych widzów. Celem jest zachęcenie dzieci do zabaw ruchowych, które – w przeciwieństwie do bezczynności – są bardzo pożyteczne.

## Nagrody
- 1978 − Nagroda Specjalna dla H. Filek na Ogólnopolskim Przeglądzie Filmów z zakresu oświaty zdrowotnej w Kielcach
- 1979 − Wyróżnienie Jury dla H. Filek na Festiwalu Filmów dla Dzieci w Poznaniu